# Discursul lui Stalin din 19 august 1939
Discursul lui Stalin din 19 august 1939 se afirmă ca ar fi fost un discurs secret ținut de Stalin în fața liderilor politici și militari sovietici, unde se presupune că dictatorul ar descris strategia Uniunii Sovietice în ajunul declanșării celui de-Al Doilea Război Mondial. Afirmațiile nedovedite publicate pe seama acestui discurs, ca și punctele de vedere care le contrazic, au fost suspectate de interese propagandistice sau de dezinformare.

## Rezumatul neconfirmat al discursului
Stalin și-ar fi exprimat așteptările ca războiul care avea să vină să fie unealta atât a slăbirii națiunilor occidentale, cât și a Germaniei Naziste, transformând acestă putere într-o țară potrivită pentru "sovietizare". Uniunea Sovietică aștepta, de asemenea, să se extindă prin încorporarea statelor baltice (inclusiv a Finlandei), dar și a Polonie, proces care avea să se producă cu aprobarea, ori a puterilor occidentale, ori a Germaniei.
Opiniile, cărora le-ar fi dat glas Stalin, au format baza pentru pacul nazisto-sovietic de neagresiune, cunoscut și ca Pactul Molotov-Ribbentrop.

## Istoria dezbaterilor asupra discursului
Dacă acest discurs a fost sau nu ținut de Stalin, mai este încă subiect de dispută intre istorici, iar dovezile aduse nu sunt acceptate unanim de lumea științifică. În cartea Ziua M, Viktor Suvorov afirmă că istoricii sovietici s-au străduit tot timpul să dovedească că Biroul Politic nu a ținut nici o ședința pe 19 noiembrie 1939. Suvorov îl citează în cartea sa pe istoricul militar rus general Dmitri Volkogonov, care ar fi găsit dovezi că această întâlnire a avut loc într-adevăr în ziua respectivă.
Prima versiune a acestui discurs a fost publicată pe 28 noiembrie 1939 în ziarul elvețian Revue de Droit International. De atunci au fost puse în circulați mai multe versiuni ale acestui discurs, unele diferind destul de mult în conținut față de prima.
În oficiosul comunist Pravda din 30 noiembrie 1939, ziua în care a fost declanșat atacul sovietic împotriva Finlandei, Stalin a fost întrebat despre părerea sa despre afirmațiile cu privire la "discursul" care se presupune că l-ar fi ținut "Stalin la ședința Biroului Politic din 19 august", în care se spune că și-ar fi exprimat părerea că războiul ar trebui să țină cât mai mult cu putință, "astfel încât beligeranții să fie sleiți de puteri". Stalin a negat existența unei asemenea tactici. Pravda l-a citat pe dictator care a afirmat că:
1. ... nu poate fi negat faptul că Franța și Anglia au atacat Germania și de aceea sunt răspunzătoare pentru războiul din prezent;
2. ... Germania a făcut propuneri de pace atât Franței, cât și Angliei, propuneri sprijinite de Uniunea Sovietică pe baza faptului că sfârșitul rapid al războiului ar ușura situația tuturor statelor și popoarelor;
3. ...  cercurile conducătoare din Anglia și Franța  au respins în mod grosolan propunerile de pace germane.

Unii dintre kremlinologi au interpretat aceste afirmații ca acceptări implicite ale conținutului esențial al presupusuluii discurs.
În 1994, ziarista rusă T. S. Bușueva a dat publicității un presupus raport de arhivă asupra discursului într-un articol publicat în periodicul Novîi Mir (№ 12/1994), bazat pe ce ea afirma că ar fi descoperirea recentă în Arhivele Speciale Sovietice a unui text care, în conformitate cu spusele ei, ar fi fost înregistrat de un membru al Cominternului prezent la întrunire. Totuși, textul original despre care ea aduce vorba, nu este încă disponibil. Bușueva a dat tiparului și o versiune disponibilă în limba franceză. Aceasta a cauzat un nou val de speculații asupra subiectului. S-a dovedit că presupusul raport de arhivă este din stocul legat de documentele Marelui Stat Major al Armatei Franceze, un fapt omis (intenționat?) de Bușuieva.
Un articol din Otecestvennaya Istoria ( Отечественная история Istoria Patriei, № 1/2004) de Serghei Sluci (С.З. Случ) a trecut în revistă în mod critic istoria "discursului lui Stalin", a făcut analiza pe text și a motivelor și surselor unei posibile falsificări.
De asemenea, "dovezile" inexistenței discursului sunt privite cu același scepticism cu care sunt văzute negările violente ale existenței Pactului Molotov-Ribbentrop.